# Флаг муниципального округа Южнопортовый
Флаг муниципального округа Южнопорто́вый в Юго-Восточном административном округе города Москвы Российской Федерации — опознавательно-правовой знак, служащий официальным символом муниципального образования.
Первоначально данный флаг был утверждён 27 мая 2004 года как флаг муниципального образования Южнопортовое.
Законом города Москвы от 11 апреля 2012 года № 11, муниципальное образование Южнопортовое было преобразовано в муниципальный округ Южнопортовый.
Решением Совета депутатов муниципального округа Южнопортовый от 20 февраля 2018 года № 3/6 данный флаг был утверждён флагом муниципального округа Южнопортовый.
Флаг внесён в Государственный геральдический регистр Российской Федерации с присвоением регистрационного номера 11772.

## Описание
Описание флага, утверждённое 27 мая 2004 года, гласило:
«Флаг муниципального образования Южнопортовое представляет собой двустороннее, прямоугольное полотнище с соотношением сторон 2:3.
В полотнище помещено изображение белого шанцевого стропила, ширина концов которого равна 1/20 длины (3/40 ширины) полотнища, а высота равна 5/8 ширины полотнища.
Верхняя часть полотнища разделена вертикально на две равновеликие части: прилегающую к древку красную и зелёную. Нижняя часть полотнища голубая.
В красной части полотнища помещено изображение развёрнутой жёлтой шкуры барана головой вверх. Габаритные размеры изображения составляют 1/4 длины и 1/2 ширины полотнища. Центр изображения находится на расстоянии 5/24 длины полотнища от бокового, прилегающего к древку, края полотнища, и на расстоянии 5/16 ширины полотнища от его верхнего края.
В зелёной части полотнища помещено изображение жёлтой ветви дуба. Габаритные размеры изображения составляют 1/4 длины и 1/2 ширины полотнища. Центр изображения находится на расстоянии 5/24 длины полотнища от бокового, противоположного древку, края полотнища, и на расстоянии 5/16 ширины полотнища от его верхнего края.
В голубой части полотнища помещено изображение жёлтого якоря. Габаритные размеры изображения составляют 1/4 длины и 7/16 ширины полотнища. Центр изображения равноудалён от боковых краёв полотнища, и находится на расстоянии 1/4 ширины полотнища от его нижнего края».
Описание флага, утверждённое 20 февраля 2018 года, гласит:
«Прямоугольное двухстороннее полотнище с отношением ширины к длине 2:3, воспроизводящее фигуры из герба муниципального округа Южнопортовый, выполненные, красным, зелёным, синим, жёлтым и белым цветом».
Геральдическое описание герба гласит: «В рассечённом червлёном и зелёном поле пониженное узкое серебряное, вызубренное внутрь в один широкий зубец и заполненное лазурью, стропило, сопровождаемое: в червлени — золотым руном, в зелени — золотой дубовой ветвью с тремя листами, положенными веерообразно, и двумя желудями ниже листьев, в лазури — золотым адмиралтейским якорем».

## Обоснование символики
Флаг муниципального округа Южнопортовый создан на основе герба муниципального округа Южнопортовый и повторяет его символику.
Жёлтые (золотые) шкура барана и ветвь дуба символизируют исторические местности Кожухово и Дубровку, составляющие территорию современного муниципального округа Южнопортовый. Деревни Кожухово и Дубровка, известные с XIV века, вошли в состав города Москвы в 1917 и 1923 году.
Стропило, подобное шанцам, как символ укрепления, указывает на важную историческую роль Старого Симонова монастыря в деле защиты южных рубежей Москвы от набегов кочевников.
Южный речной порт, давший наименование муниципальному округу Южнопортовый, аллегорически показан золотым якорем — символом судоходства, стабильности, непоколебимости, надежды и удачи.
Примененные во флаге цвета символизируют:
Красный цвет — символ храбрости, мужества, неустрашимости, великодушия, любви, огня, теплоты и животворных сил.
Синий цвет — символ мира, искренности, чести, славы, преданности, истины и добродетели.
Зелёный цвет — символ жизни, молодости, природы, роста.
Белый цвет (серебро) — символ чистоты, невинности, верности, надежности и доброты.
Жёлтый цвет (золото) — символ солнечной энергии, богатства, силы, устойчивости и процветания.